# Кашина Грандина (Новара)
Кашина Грандина је насеље у Италији у округу Новара, региону Пијемонт.
Према процени из 2011. у насељу је живело 50 становника. Насеље се налази на надморској висини од 394 м.